# West River
West River es un municipio rural canadiense situado en la provincia de Isla del Príncipe Eduardo.

## Superficie
West River tiene una superficie de 121,62 km².

## Demografía
En 2021, tenía 3473 habitantes, una densidad poblacional de 28,6 hab./km², y 1774 viviendas.